# تام هنکس
توماس جفری هَنکس (انگلیسی: Thomas Jeffrey Hanks؛ زادهٔ ۹ ژوئیهٔ ۱۹۵۶) بازیگر و فیلم‌ساز آمریکایی است. او که بابت نقش‌های کمدی و دراماتیک خود شناخته می‌شود، یکی از محبوب‌ترین و شناخته‌شده‌ترین بازیگرانِ جهان است و از او به‌عنوان یکی از نمادهای فرهنگی آمریکا یاد می‌شود. فیلم‌های هنکس بیش از ۴٫۹ میلیارد دلار در آمریکای شمالی و بیش از ۹٫۹۶ میلیارد دلار در سراسر جهان فروش داشته، که او را به چهارمین بازیگر پرفروش در آمریکای شمالی بدل می‌سازد.
هنکس پیشرفت شغلی خود را با مجموعه‌ای از فیلم‌های کمدی نظیر شلپ شلوپ (۱۹۸۴)، پارتی مجردی (۱۹۸۴)، بزرگ (۱۹۸۸) و لیگ خودشان (۱۹۹۲) تجربه کرد که مورد توجه مثبت رسانه‌ها قرار گرفت. او برای بازی در نقش وکیل همجنسگرای مبتلا به ایدز در فیلادلفیا (۱۹۹۳) و شخصیت هم‌نام در فارست گامپ (۱۹۹۴) دو بار پیاپی برندهٔ جایزهٔ اسکار بهترین بازیگر مرد شد. هنکس در پنج فیلم با فیلم‌ساز استیون اسپیلبرگ، همکاری کرده است: نجات سرباز رایان (۱۹۹۸)، اگه می‌تونی منو بگیر (۲۰۰۲)، ترمینال (۲۰۰۴)، پل جاسوس‌ها (۲۰۱۵) و پست (۲۰۱۷)، و همچنین مینی‌سریال جوخه برادران (۲۰۰۱) که کارگردان، تهیه‌کننده و فیلم‌نامه‌نویس آن بود. دیگر فیلم‌های هنکس عبارتند از کمدی عاشقانهٔ بی‌خواب در سیاتل (۱۹۹۳) و ایمیل داری (۱۹۹۸)؛ درام‌های آپولو ۱۳ (۱۹۹۵)، مسیر سبز (۱۹۹۹)، دورافتاده (۲۰۰۰)، جاده‌ای به‌سوی تباهی (۲۰۰۲) و کلاود اطلس (۲۰۱۲)؛ و درام‌های زندگی‌نامه‌ای جنگ چارلی ویلسون (۲۰۰۷)، کاپیتان فیلیپس (۲۰۱۳)، نجات آقای بنکس (۲۰۱۳)، سالی (۲۰۱۶)، روزی زیبا در محله (۲۰۱۹)، اخبار جهان (۲۰۲۰) و مردی به نام اتو (۲۰۲۲). او همچنین در نقش شخصیت هم‌عنوان در مجموعه فیلم‌های رابرت لنگدن ظاهر شده است و صداگذاری نقش کلانتر وودی را در مجموعه فیلم‌های داستان اسباب‌بازی (۱۹۹۵–۲۰۱۹) بر عهده داشته است.
افتخارات هنکس شامل دو جایزهٔ اسکار از شش نامزدی می‌شود. هنکس برای تهیه‌کنندگی مجموعه‌های کوتاه و فیلم‌های تلویزیونی گوناگون، نظیر از زمین تا ماه، گروه برادران، جان آدامز و اقیانوس آرام، برندهٔ هفت جایزهٔ امی ساعات پربیننده شده است. او در سال ۲۰۱۳ برای نقش‌آفرینی در نمایش مرد خوش‌شانس نامزد دریافت جایزهٔ تونی بهترین بازیگر نقش اول مرد شد. او در سال ۲۰۰۲ جایزهٔ یک عمر دستاورد هنری بنیاد فیلم آمریکا را دریافت کرد. هنکس در سال ۲۰۰۴ جایزهٔ استنلی کوبریک بریتانیا برای برتری در فیلم را از آکادمی هنرهای فیلم و تلویزیون بریتانیا دریافت کرد. در سال ۲۰۱۴، او جایزه مرکز کندی را دریافت کرد و در سال ۲۰۱۶، نشان افتخار آزادی رئیس‌جمهوری از رئیس‌جمهور باراک اوباما، و همچنین لژیون دونور فرانسه را دریافت کرد. در سال ۲۰۲۰، او جایزهٔ گلدن گلوب سیسیل بی دمیل را دریافت کرد.

## دوران کودکی
تام هنکس زاده شهر کنکورد در ایالت کالیفرنیا است. پدرش اموس مافورد هنکس، آشپز دوره‌گرد و مادرش جنت مریلین، در بیمارستان کار می‌کرد. اصل و نسب مادر تام پرتغالی است. اما پدربزرگ و مادربزرگ وی از طرف پدری جزء مهاجران بریتانیایی هستند. والدین تام در سال ۱۹۶۰ از یکدیگر جدا شدند. سه فرزند بزرگ خانواده به نام‌های سندرا (در حال حاضر: نویسنده)، لری (استاد دانشگاه در ایلینوی) و تام به همراه پدرشان زندگی را ادامه دادند. در حالی که کوچک‌ترین برادر آنها، جیم (در حال حاضر: بازیگر و فیلم‌ساز) به دنبال مادرش رفت.
تام هنکس مسیحی انجیلی بوده و در دوران مدرسه در میان دانش‌آموزان و معلمان دانش‌آموز محبوبی نبوده است. وی بعدها طی مصاحبه‌ای با مجله رولینگ استون گفت که در آن دوران به شدت خجالتی بوده است؛ ولی خود را کودکی خوب و مسئولیت پذیر توصیف کرد.

در سال ۱۹۶۵ پدر تام مجدداً ازدواج کرد. وی از همسر دومش که از نسب چینی بود سه فرزند داشت که دو تن آن‌ها به همراه تام زندگی می‌کردند.
در دوران دانشجویی، تام هنکس رشته تئاتر را انتخاب کرد. وی در ابتدا در کالج چابوت شروع به مطالعه کرد و دو سال بعد به دانشگاه ایالتی کالیفرنیا، سکرمنتو انتقالی گرفت. تام هنکس در سال ۱۹۸۶ طی مصاحبه‌ای با مجله نیویورک گفت که کلاس‌های نمایشی بهترین جا برای شخصی است که دنبال ایجاد سر و صدای زیاد و خودنمایی است. من وقت زیادی را برای رفتن به نمایش‌ها گذاشتم.
در طول سال‌های درس‌خواندن در رشته تئاتر، تام با وینست دولینگ آشنا می‌شود. وینست دولینگ از مسئولان یکی از تئاترها بود و به پیشنهاد وی، تام به عنوان کارآموز به آنجا می‌رود. دوره کارآموزی تام ۳ سال به درازا می‌کشد و تام با تمامی قسمت‌های تئاتر شامل تهیه کنندگی، نور، طراحی صحنه و … آشنا می‌شود که در نهایت نیز تصمیم به ترک تحصیل از دانشگاه می‌گیرد. در همین دوره بود (حدود سال ۱۹۷۸) که تام بخاطر بازی در یکی از همین نمایش‌ها موفق به دریافت جایزه بهترین بازیگر شد.

## فعالیت

### فعالیت‌های اولیه
در سال ۱۹۷۹ تام به نیویورک نقل مکان می‌کند. وی در آنجا در فیلم او می‌داند تنها هستی ، محصول ۱۹۸۰ نقش‌آفرینی می‌کند. همچنین نقشی در فیلم تلویزیونی معماها و هیولاها نیز به وی داده می‌شود. در اوایل ۱۹۷۹ یکی از نقش‌های کلیدی فیلم ماندرک ، به کارگردانی دنیل سثرن را نیز بازی می‌کند. سال بعد تام یکی از نقش‌های کلیدی را در سریال کمدی دوستان صمیمی (Bosom Buddies) بازی می‌کند. این سریال محصول شبکه ان‌بی‌سی بود. سپس تام به لس آنجلس می‌رود. در آنجا به همراه پیتر اسکولاری نمایش مرا بخندان را بازی می‌کنند. در میان آثار اولیه وی، مجموعه تلویزیونی دوستان صمیمی با اینکه در سطح بالایی قرار نداشت ولی نظر منتقدان بسیاری را به خود جلب کرد. نقش‌آفرینی‌های جذاب تام در مجموعه‌های قبلی‌اش، ران هاوارد، کارگردان هالیوود، که در آن زمان در حال کار روی فیلمش بود را مجاب کرد که از تام برای حضور در فیلمش دعوت کند. در ابتدا قرار بود تام نقش بازیگر اصلی داستان را داشته باشد که این نقش به بازیگر دیگری داده شد ولی نهایتاً تام موفق شد نقش اصلی داستان را بازی کند. این فیلم موفق شد فروش خیلی خوبی را در گیشه داشته باشد و فروشش به مبلغ ۶۹ میلیون دلار رسید.

### دوران موفقیت و شکست
بازی در فیلم هیچ چیز مشترک(محصول ۱۹۸۶) به همگان ثابت کرد که تام هنکس قابلیت ایفای نقش‌های بسیار جدی را نیز دارد. تام با ایفای نقش در فیلم بزرگ همچنین موفقیت بسیاری برای خود کسب کرد. بعد از آن به سراغ بازی در فیلم پانچ‌لاین رفت که در آن نیز به خوبی نقش آفرینی کرد. بعد از این دوره بود که تام هنکس با شکست‌هایی در دوران فعالیتش روبه‌رو شد. فقط فیلم ترنر و هوک بود که کمی موفق شد.

### ورود به نقش‌های درام

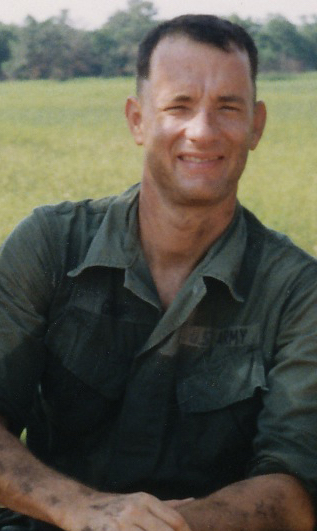
تام هنکس سر صحنه فیلم فارست گامپ

فیلم لیگ خودشام محصول ۱۹۹۲ تام را مجدداً به اوج برد. در این دوره بود که تام اظهار کرد نقش‌آفرینی‌های اولیه‌اش خوب نبوده‌اند و اکنون او پیشرفت کرده است. در سال ۱۹۹۳ تام توانست اولین جایزه اسکار بهترین بازیگر نقش اول مرد برای بازی در نقش اندرو بکت در فیلم فیلادلفیا برنده شود. در سال ۱۹۹۴ تام در فیلم مشهورش، فارست گامپ نقش‌آفرینی کرد. تام چندی بعد در مورد این فیلم اظهار کرد که وقتی فیلم‌نامه فیلم را خواند، فیلم بزرگ و موفقی را دیده که مخاطب آن را دیده و احساس خواهد کرد.
بخاطر بازی در این فیلم تام هنکس موفق به دریافت دومین جایزه اسکار برای بهترین بازیگر نقش اول مرد، یک جایزه گلدن گلوب، جایزه انجمن بازیگران فیلم و جایزه انتخاب مردم شد.
فیلم بعدی تام آپولو ۱۳ محصول ۱۹۹۵ بود. در این فیلم تام نقش جیم لول، فرمانده و فضانورد را بازی کرده است. این فیلم بسیار مورد توجه مخاطبان و منتقدین سینما قرار گرفت و از همه نظر تحسین شد. این فیلم همچنین نامزد دریافت ۹ جایزه اسکار شد که در این بین موفق به دریافت ۲ جایزه شد. در ادامه نقش‌آفرینی‌هایش در فیلم‌های مشهور، تام در انیمیشن شرکت پیکسار به نام داستان اسباب‌بازی صداپیشگی کرد. او در این فیلم صدای وودی، شخصیت کلانتر و کابوی داستان را بر عهده دارد.

### سال ۱۹۹۶ تاکنون: بازیگری، کارگردانی و تهیه کنندگی
فیلم سینمایی «آن کاری که می‌کنی!» اولین تجربه سینمایی تام هنکس در مقام کارگردان است. این فیلم محصول سال ۱۹۹۶ میلادی است و داستان یک گروه موسیقی را روایت می‌کند.
تام هنکس همچنین تهیه کنندگی، نویسندگی و کارگردانی سریال کوتاه از زمین به ماه را نیز بر عهده داشت. این سریال کوتاه محصول شبکه اچ‌بی‌او است. این سریال که برنده جایزه امی نیز شده یکی از پر هزینه‌ترین مجموعه‌هایی بود که تا آن زمان برای تلویزیون ساخته شده بود.
پروژه بعدی تام، محصول همکاری او با استیون اسپیلبرگ، فیلمی به نام نجات سرباز رایان بود. داستان فیلم جستجو به دنبال یک سرباز در میدان جنگی فرانسه بود. این فیلم یکی از بزرگ‌ترین موفقیت‌های تام هنکس محسوب می‌شود و نظر بسیاری از مخاطبین و منتقدین را به خود جلب کرد. همچنین این فیلم ملقب به بهترین فیلم جنگی‌ای که تا به آن روز ساخته شده، شد و استیون اسپیلبرگ نیز جایزه اسکار کارگردانی را از آن خود کرد.
پروژه بعدی وی فیلم نامه داری بود که با مگ رایان در این فیلم هم‌بازی بود. در سال ۱۹۹۹ تام با پروژه مسیر سبز شروع به همکاری کرد. همچنین قسمت دوم داستان اسباب‌بازی‌ها را نیز صداگذاری کرد. سال بعد نیز به خاطر بازی در فیلم دورافتاده موفق به دریافت یک گلدن گلوب و نامزدی دریافت جایزه اسکار شد. همچنین در سال ۲۰۰۱ تام به تیم کارگردانی سریال کوتاه جوخه برادران پیوست و مشغول به کارگردانی شد.
فیلم بعدی تام نتیجه همکاری وی با سم مندس بود. نام این فیلم جاده‌ای به‌سوی تباهی بود که تام نقش منفی داستان که یک آدم‌کش فراری بود را داشت. در فیلم بعدی تام هنکس مجدداً همکاری‌ای با اسپیلبرگ در فیلم اگه می‌تونی منو بگیر داشت. در این فیلم بازیگران مشهور دیگری همچون لئوناردو دی‌کاپریو نیز به ایفای نقش پرداخته‌اند. در همان سال تام هنکس به همراه همسرش، ریتا ویلسون فیلم عروسی یونانی بزرگ من را ساختند. در اوت ۲۰۰۷ تام به همراه همسرش و چندی از دست‌اندرکاران فیلم علیه شرکت گَلد سیرکل فیلمز شکایت کردند و علت شکایت نیز سهم شرکت از سود فروش فیلم بود.
در سال ۲۰۰۴ تام در فیلم برادران کوئن به نام قاتلین پیرزن شرکت کرد. فیلم بعدی او همکاری مجدد وی با اسپیلبرگ، ترمینال بود. همچنین در نتیجه همکاری با رابرت زمکیس فیلم قطار سریع‌السیر قطبی را ساخت که یک فیلم خانوادگی بود.
در سال ۲۰۰۶ تام در فیلم پرفروش رمز داوینچی نقش‌آفرینی کرد. این فیلم که در ماه مه ۲۰۰۶ عرضه شد فروشی بالغ بر ۷۵۰ میلیون دلار را در سرتاسر جهان تجربه کرد. اثر بعدی وی نیز مستندی هفت قسمتی به نام جنگ به کارگردانی کن برنز بود. چندی بعد وی در فیلم سیمپسون‌ها نیز ظاهر شد و نقش خودش را بازی کرد.
در سال ۲۰۰۷ تام هنکس در فیلم جنگ چارلی ویلسون بازی کرد. وی در این فیلم نقش چارلی ویلسون، سناتور دموکرات ایالت تگزاس را بازی کرد. فیلم در دسامبر ۲۰۰۷ به نمایش درآمد و تام هنکس به خاطر بازی در این فیلم نامزد دریافت جایزه گلدن گلوب شد.
در سال ۲۰۰۹ فیلم فرشتگان و شیاطین با بازی تام هنکس به روی صحنه رفت. این فیلم بر اساس داستانی با همین نام و به قلم دن براون ساخته شده بود. با نمایش این فیلم مشخص شد که تام یکی از بالاترین دستمزدها را در بین بازیگران هالیوودی دریافت می‌کند. در همین سال نیز وی برای دهمین بار در پخش زنده شنبه شب ظاهر شد.
تام تهیه‌کنندگی فیلم جایی که موجودات وحشی هستند که یک فیلم برای کودکان بود را بر عهده داشت. همچنین در سال ۲۰۱۰ مجدداً از تام برای صداگذاری انیمیشن داستان اسباب‌بازی ۳ دعوت شد.
در سال ۲۰۱۱ تام فیلم لری کراون را کارگردانی کرد که در این فیلم در کنار جولیا رابرتس به ایفای نقش پرداخته است. این فیلم نتوانست موفقیت زیادی کسب کند و انتقادات بسیاری نیز به آن شد. در همین سال بود که در فیلم فوق‌العاده بلند و بیش از حد نزدیک نیز به ایفای نقش پرداخت.
از دیگر فیلم‌های تام می‌توان به کاپیتان فیلیپس اشاره نمود که داستان واقعی یک گروگانگیری را روایت می‌کند. همچنین فیلم نجات آقای بنکس که در آن تام با بازیگرانی همچون اما تامپسون و کالین فارل هم‌بازی شد. در این فیلم تام نقش والت دیزنی را بازی می‌کند. گفتنی است که تام اولین بازیگری است که شخصیت والت دیزنی را بازی کرده است.
تام هنکس در سال ۲۰۱۵ در فیلم موفق درام تاریخی پل جاسوس‌ها به کارگردانی استیون اسپیلبرگ نقش آفرینی کرد. در سال ۲۰۱۶ در نقش یک خلبان در فیلم سالی به کارگردانی کلینت ایستوود ظاهر شد.
هنکس در سال ۲۰۱۹ به عنوان صداپیشه با سازندگان انیمیشن داستان اسباب‌بازی ۴، همکاری کرد. او در همین سال با بازی در فیلم روزی زیبا در محله نامزد جایزهٔ بهترین بازیگر نقش مکمل مرد گردید. تام در ژوئیه ی ۲۰۲۰ در فیلم جنگی سگ تازی به نویسندگی خودش به نقش آفرینی پرداخت.
تا سال ۲۰۱۹، فروش فیلم‌های تام هنکس در ایالات متحده به مبلغی بالغ بر ۴/۹ میلیارد دلار و فروش فیلم‌هایش در نقاط دیگر جهان به رقمی بالغ بر ۹/۹۶ میلیارد دلار رسیده است و او در مجموع، چهارمین بازیگر پول ساز در آمریکای شمالی است.

## زندگی شخصی

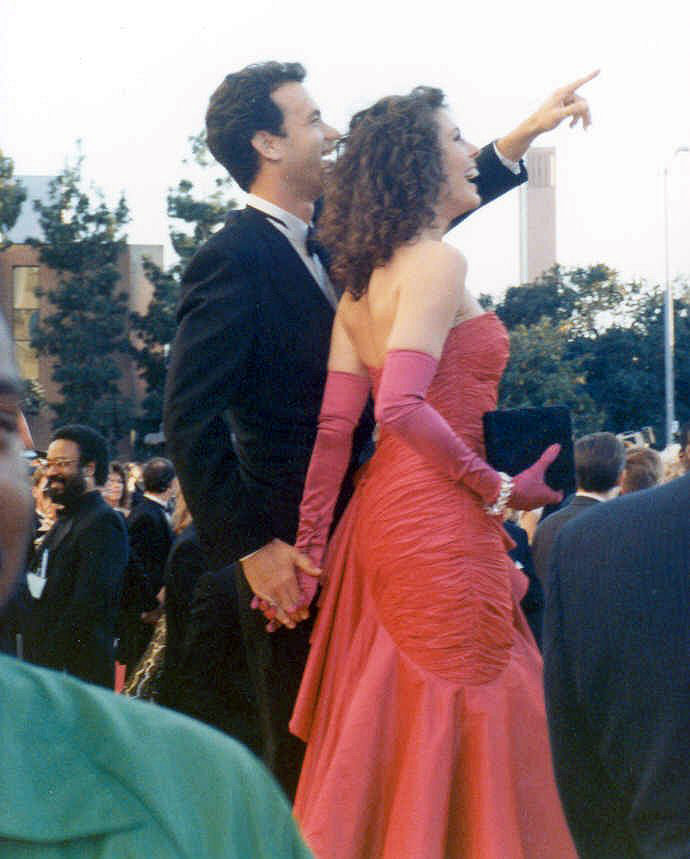
تام هنکس و همسرش ریتا ویلسون در اسکار سال ۱۹۸۹

تام هنکس در ابتدا با سامانتا لوییس ازدواج نمود (۱۹۷۸ تا ۱۹۸۷) در زمانی که این دو از هم جدا شدند، ۲ فرزند به نام‌های کالین (متولد ۱۹۷۷) و الیزابت (متولد ۱۹۸۲) داشتند.
در سال ۱۹۸۸ هنکس با ریتا ویلسون ازدواج می‌کند. این دو پیش‌تر در سر صحنه فیلم‌برداری مجموعهٔ تلویزیونی رفقای صمیمی با یکدیگر آشنا شده بودند اما کمی بعد رابطه‌ای عاشقانه میان آن‌ها شکل می‌گیرد. این زوج دو فرزند پسر نیز دارند. چستر (متولد ۱۹۹۰) و ترومن (متولد ۱۹۹۵)
تام همچنین در لیست محبوب‌ترین‌ترین ستاره‌های سرشناس آمریکا قرار دارد. هنکس برای اولین بار و زمانی که پسرش کالین هنکس بچه‌دار شد، پدربزرگ نیز شد. نام نوه‌اش اولیویا است که در سال ۲۰۱۱ به دنیا آمد. نوه دومش نیز به نام شارلوت در سال ۲۰۱۳ به دنیا آمد.
تام هنکس همچنین طبق گفته‌های خودش مبتلا به دیابت نوع ۲ است. در دوازده مارس سال ۲۰۲۰ مشخص شد تام هنکس و همسرش ریتا ویلسون به کروناویروس کووید ۱۹ مبتلا شده‌اند.
تام هنکس یک مسیحی است. او در مورد زمانی که به کلیسا می‌رود می‌گوید: باید بگویم که وقتی به کلیسا می‌روم (که همیشه می‌روم)، عمیقاً در مورد این راز فکر می‌کنم که چرا؟ چرا مردم آن چیزی هستند که هم‌اکنون هستند؟ چرا اتفاقهای بد برای آدمهای خوب می اُفتد و چرا اتفاقهای خوب برای آدمهای بد اتفاق می‌افتد؟ و من فکر می‌کنم که راز این موضوع تقریباً در تئوری وحدت بشریت است.
تام هنکس از طرفداران سرسخت باشگاه فوتبال استون ویلا می‌باشد و بارها برای دیدن بازی این تیم به ویلا پارک انگلستان سفر کرده است.

## سیاست
تام هنکس از حامیان حزب دموکرات است. در انتخابات سال ۲۰۰۸ آمریکا زمانی که وی یک فیلم را در حساب خود در مای‌اسپیس منتشر کرد مشخص شد که او از کاندیداتوری باراک اوباما حمایت می‌کند. او همچنین طی انتخابات ۲۰۱۶ از حامیان هیلاری کلینتون بود. همچنین در انتخابات ریاست جمهوری سال ۲۰۲۰ آمریکا او از جو بایدن حمایت کرد.
تام همچنین در مورد حمایت از محیط زیست نیز فعالیت‌هایی دارد و از سرمایه‌گذاران حوزه اتومبیل‌های الکترونیکی است. وی مالک دو اتومبیل تویوتا آرای‌وی۴ ای‌وی و ای‌سی پروپلوشن ای‌باکس می‌باشد.

## دیگر فعالیت‌ها

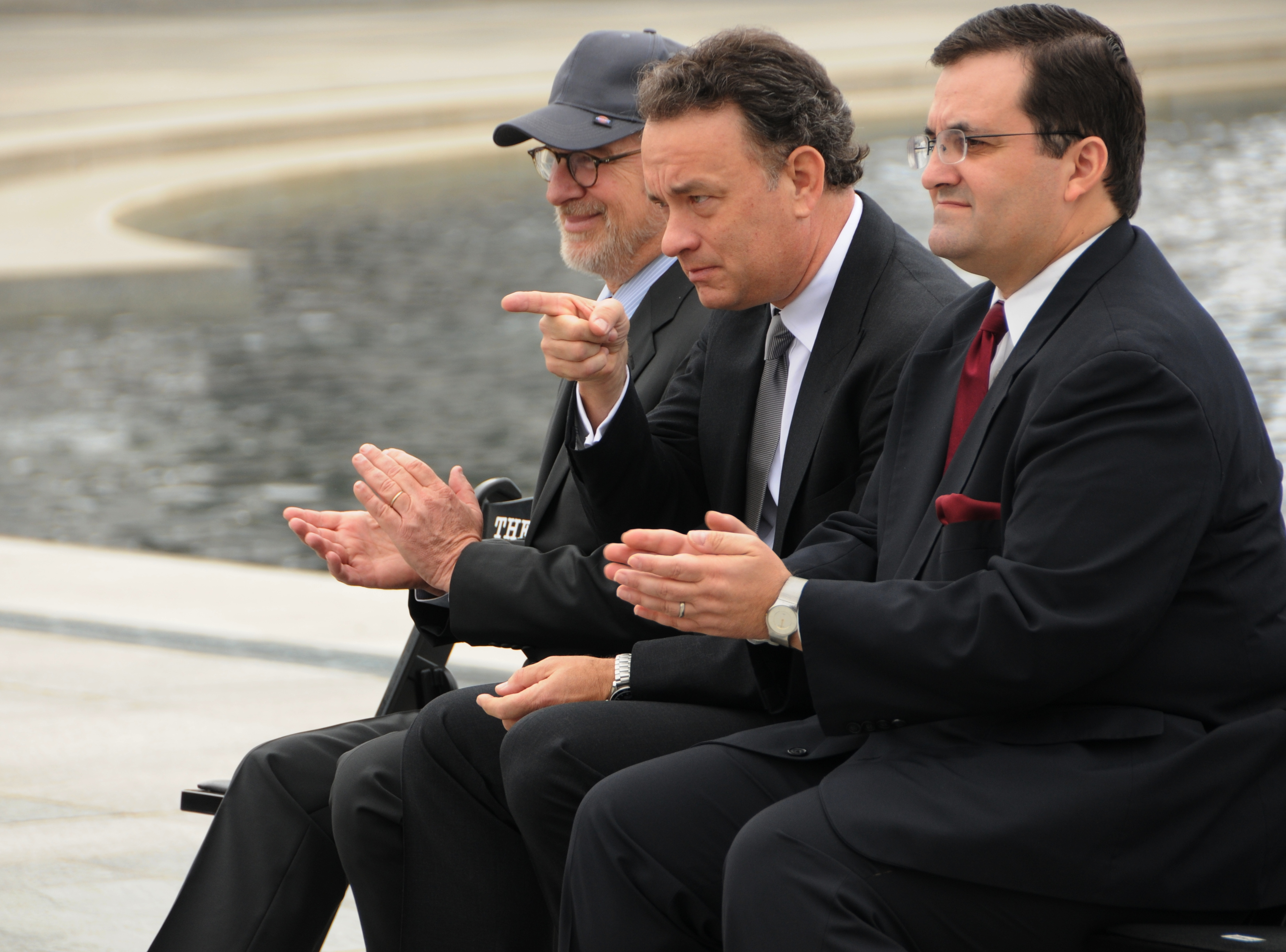
تام هنکس و استیون اسپیلبرگ

تام هنکس از حامیان چند پروژه ناسا است. طبق گفته‌های خودش در اصل دوست داشت فضانورد شود، اما ریاضی بلد نبود! هنکس از اعضای انجمن نجوم ملی آمریکا نیز است.
در ژوئن ۲۰۰۶ تام هنکس مفتخر به دریافت نشان افتخاری عضویت در یگان رنجر ارتش آمریکا شد. این نشان بخاطر بازی زیبای وی در نقش کاپیتان در فیلم نجات سرباز رایان به وی اعطا شد. تا پیش از این هیچ‌کس موفق به دریافت این نشان نشده بود.
هنکس در سال ۲۰۱۷ یک مجموعه داستان کوتاه را به نام داستان‌های ماشین تحریر منتشر کرد. ترجمه این کتاب در ایران نیز به چاپ رسیده است. او اخیراً به رمان‌نویسی نیز روی آورده است.

## جوایز
- ۲۰۲۰ - نامزد اسکار بازیگر نقش اول مرد برای فیلم روزی زیبا در محله
- ۲۰۰۱ - نامزد اسکار بازیگر نقش اول مرد برای فیلم دورافتاده
- ۲۰۰۰- کاندیدای بفتای بهترین بازیگر نقش اول مرد برای فیلم دورافتاده در سال ۲۰۰۰
- ۱۹۹۹ - نامزد اسکار بازیگر نقش اول مرد برای فیلم نجات سرباز رایان
- ۱۹۹۹ - نامزد بفتای بازیگر نقش اول مرد برای فیلم نجات سرباز رایان
- ۱۹۹۴ - برندهٔ اسکار بازیگر نقش اول مرد برای فیلم فارست گامپ
- ۱۹۹۳ - برندهٔ اسکار بازیگر نقش اول مرد برای فیلم فیلادلفیا
- ۱۹۸۹ - نامزد اسکار بازیگر نقش اول مرد برای فیلم بزرگ
- نامزد اسکار بهترین بازیگر نقش اول مرد مرد برای فیلم کاپیتان فیلیپس در سال ۲۰۱۳
- ۱۹۹۴ - برندهٔ خرس نقره‌ای جشنواره بین‌المللی فیلم برلین برای فیلم فیلادلفیا
- ۱۹۹۴ -نامزد بفتای بهترین بازیگر نقش اول مرد برای فیلم فارست گامپ
- برنده گلدن گلوب بهترین بازیگر نقش اول مرد فیلم کمدی یا موزیکال برای فیلم بزرگ در سال ۱۹۸۸
- برنده گلدن گلوب بهترین بازیگر نقش اول مرد فیلم درام برای فیلم فیلادلفیا در سال ۱۹۹۳
- برنده گلدن گلوب بهترین بازیگر نقش اول مرد فیلم درام برای فیلم فارست گامپ در سال ۱۹۹۴
- برنده گلدن گلوب بهترین بازیگر نقش اول مرد فیلم درام برای فیلم دورافتاده در سال ۲۰۰۰
- نامزد گلدن گلوب بهترین بازیگر فیلم درام برای فیلم نجات سرباز رایان در سال ۱۹۹۸
- نامزد گلدن گلوب بهترین بازیگر فیلم درام برای فیلم کاپیتان فیلیپس در سال ۲۰۱۳
- نامزد گلدن گلوب بهترین بازیگر نقش اول فیلم کمدی با موزیکال برای فیلم بی خوابی در سیاتل در سال ۱۹۹۳
- نامزد گلدن گلوب بهترین بازیگر نقش اول مرد فیلم کمدی یا موزیکال برای فیلم جنگ چارلی ویلسون در سال ۲۰۰۷
- نامزد گلدن گلوب بهترین بازیگر نقش مکمل فیلم درام-کمدی برای فیلم روزی زیبا در محله در سال ۲۰۱۹
- کاندیدای بفتای بهترین بازیگر نقش اول مرد برای فیلم کاپیتان فیلیپس در سال ۲۰۱۳
- در سال ۲۰۱۶ باراک اوباما به تام هنکس نشان افتخار آزادی رئیس‌جمهوری را اهدا کرد.